# Estación de Carrión de los Céspedes
Carrión de los Céspedes es una estación de ferrocarril situada en el municipio español de Carrión de los Céspedes, en la provincia de Sevilla, comunidad autónoma de Andalucía. Cuenta con servicios de media distancia operados por Renfe.

## Situación ferroviaria
Se encuentra situada en el punto kilométrico 45,8 de la línea férrea de ancho ibérico que une Sevilla con Huelva, a 85 metros de altitud, entre las estaciones de Escacena y de Aznalcázar-Pilas. Este trazado tenía como cabecera histórica la antigua estación de Sevilla-Plaza de Armas. 

## Historia
La estación fue abierta al tráfico el 15 de marzo de 1880 con la puesta en funcionamiento de la línea férrea Sevilla-Huelva. La compañía MZA fue la encargada de las obras. Si bien la concesión inicial no era suya, la adquirió a la Compañía de los Ferrocarriles de Sevilla a Huelva y a las Minas de Río Tinto en 1877 para poder extender su red hasta el oeste de Andalucía. En 1941, con la nacionalización del ferrocarril en España, las instalaciones pasaron a manos de la Red Nacional de los Ferrocarriles Españoles (RENFE). Desde enero de 2005, Adif es el titular de las instalaciones.

## Servicios ferroviarios

### Media Distancia
Los trenes de media distancia que cubren el trayecto Sevilla-Huelva tienen parada en la estación. 
| Línea MD | Trenes | Origen/Destino |  | Destino/Origen |
| -------- | ------ | -------------- |  | -------------- |
| 72       | MD     | Sevilla        |  | Huelva         |